# 兔儿伞属
兔儿伞属（学名：Syneilesis），又名破伞菊属，是菊科下的一个属，为多年生草本植物。该属共有约5种，分布于东亚。